# Arcor
Arcor — аргентинська харчова компанія, що спеціалізується на кондитерських виробах. Фірма була заснована 5 липня 1951 року в місті Арроїто, Кордова. Вона спеціалізується на виробництві харчових продуктів, цукрових та шоколадних кондитерських виробів, печива та морозива на 39 промислових підприємствах по всій Латинській Америці. Це найбільший у світі виробник твердих цукерок  та десятий за величиною виробник кондитерських виробів. В Аргентині Arcor є найбільшим виробником перероблених харчових продуктів, а її продукція експортується в понад 120 країн.
У 2012 році Arcor посів перше місце серед 100 найцінніших компаній Аргентини, на думку керівників, фінансових аналітиків та журналістів, що спеціалізуються на економіці.
| Текст вилучений зі статті через підозру в порушенні авторських прав |
| Текст, який раніше перебував на цій сторінці, запідозрений у порушенні авторських прав через те, що є дослівним перекладом з таких джерел: https://www.referenceforbusiness.com/history2/54/Arcor-S-A-I-C.html Дата, коли було знайдено порушення: 2 червня 2021 . Тому, хто поставив цей шаблон: на сторінку обговорення користувача, який розмістив цю статтю, чи додав текст з порушенням авторського права, варто додати повідомлення {{subst:Nothanks tr\|Arcor\|url=https://www.referenceforbusiness.com/history2/54/Arcor-S-A-I-C.html }} --~~~~. |
| До уваги користувача, який розмістив цю статтю Не редагуйте статтю зараз, навіть якщо ви збираєтеся її переписати. Додержуйтеся вказівок нижче. - Якщо власник авторських прав на зазначений вище матеріал дозволяє використати його на умовах GNU FDL без незмінюваних секцій та Creative Commons із зазначенням автора / розповсюдження на тих самих умовах, будь ласка, сповістіть про це на сторінці обговорення цієї статті. - Якщо правовласником є ви, додайте на зазначеному вище ресурсі примітку: «This article is licensed under the Creative Commons Attribution-ShareAlike license». - Якщо дозволу на використання цього матеріалу нема, будь ласка, зробіть одне з двох: 1. Напишіть хоча б гарний накид статті на цій підсторінці. Зверніть увагу: не треба копіювати текст, що порушує авторські права, на зазначену підсторінку й редагувати його. Якщо ви взялися за написання нової статті, не забудьте сповістити про це на сторінці обговорення. 2. Залиште все як є, і тоді стаття буде вилучена. У випадку, якщо новий текст написаний не буде, ця стаття буде вилучена через тиждень після появи цього попередження. (Детальніше див. документацію шаблону.) Вихідний текст цієї статті з можливим порушенням копірайту можна знайти в історії змін. Зверніть увагу, що розміщення у Вікіпедії матеріалів, включаючи дослівний переклад, автор яких не надав явного дозволу на їхнє використання відповідно до ліцензії GNU FDL без незмінюваних секцій та Creative Commons із зазначенням автора / розповсюдження на тих самих умовах, може бути порушенням законів про авторське право. Користувачі, які додають до Вікіпедії такі матеріали, можуть бути тимчасово позбавлені права редагувати статті. Незважаючи ні на що, ми завжди раді вашим оригінальним статтям. Дякуємо. |

## Бренди та продукти
Харчовий підрозділ Arcor Group бере участь у більш ніж 12 категоріях, серед яких: джеми та мармелад, фруктова паста, соуси та консервовані помідори, томатні пюре, овочеві консерви, рибні консерви, напої, суміші, полента, заправки, олії та фрукти та ін.
Далі наводиться список торгових марок та продуктів, що випускаються та / або комерціалізуються Arcor:
| Arcor          | Мармелади, джеми, порошкові десерти, олії, соуси, тунець, фруктові та овочеві десерти, бісквіти, крекери, пюре, |
| Aguila         | Шоколад, морозиво                                                                                               |
| Bagley         | Бісквіти, вафлі, крекери, снеки                                                                                 |
| Bon-o-Bon      | Шоколад, вафлі, морозиво                                                                                        |
| Butter Toffees | Цукерки |
| Cereal Mix     | Гранола, бісквіти, крекери                                                                                      |
| Cofler         | Шоколад, вафлі, морозиво                                                                                        |
| Dulciora       | Мармелад |
| Generator Rex  | Шоколад |
| Godet          | Морозиво, желе, десерти, торти                                                                                  |
| Kopa           | Морозиво |
| La Campagnola  | Мармелад, соки, фруктові та овочеві консерви, тунець, салати, батат, морозиво                                   |
| Maná           | Бісквіти |
| Menthoplus     | Цукерки |
| Mister Pop's   | Чупа-чупси, морозиво                                                                                            |
| Mogul          | Кукерки, морозиво                                                                                               |
| Rocklets       | Соки |
| Saladix        | Снеки |
| Ser            | Томатні соуси, томатні пюре                                                                                     |
| Serranitas     | Крекери |
| Tatín          | Крекери |
| Tofi           | Жувальні гумки                                                                                                  |

### Додаткова інформація
NAIC: 311320 Виробництво шоколаду та кондитерських виробів із зерен какао; 311340 Виробництво кондитерських виробів без шоколаду; 311821 Виробництво печива та крекерів; 311822 Виробництво борошняних сумішей та тіста; 311919 Виробництво інших закусок; 322211 Виробництво коробки з гофрованого та твердого волокна; 326112 Непідтримуване виробництво плівкової та листової упаковки з пластмас.